# Pierre Brully
Pierre Brully (lub Brusly, Petrus Brulius, ur. ok. 1518 w Mersilhaut, zm. 19 lutego 1545 w Tournai) – francuski dominikanin, później duchowny reformowany, stracony za głoszenie swoich poglądów.
Pierre Brully urodził się w Mersilhaut nieopodal Metzu. Wykształcony do służby dla Kościoła, został lektorem w klasztorze dominikańskim w Metzu, skąd został usunięty w 1540 lub 1541 roku za sympatyzowanie z ideami reformacji. W lipcu 1541 poznał w Strasburgu Jana Kalwina i zamieszkał w jego domu, a gdy Kalwin został ponownie wezwany do Genewy, przejął po nim opiekę duszpasterską nad mieszkańcami Strasburga. We wrześniu 1544 roku udał się na misję do Flandrii, gdzie nauczał na prośbę mieszkańców Tournai zainteresowanych ideami reformacji, jednak musiał czynić to w ukryciu, gdyż szerzenie doktryn protestanckich było zakazane. W listopadzie 1544 roku został aresztowany, a następnie skazany i stracony, pomimo prób uratowania go podjętych przez Strasburg i protestanckich książąt niemieckich.
Wspominany jako męczennik przez Kościół Ewangelicki w Niemczech.